# 阿喜姫
阿喜姫（あきひめ、生没不詳）は、 近江彦根藩第2代藩主・井伊直孝の正室。父は阿波徳島藩祖・蜂須賀家政。母は家政の側室の女。姉弟には蜂須賀至鎮、即心院（池田由之正室）、実相院（松平忠光正室）がいる。

## 生涯
阿波徳島藩祖である蜂須賀家政と側室の間に生まれる。
後に徳川家康の命により、近江彦根藩主・井伊直孝のもとへ嫁ぐ。婚姻後は直孝との間に子女を授かることはなかった。また、この婚姻を皮切りに以降も井伊家と蜂須賀家との間では幾度か婚姻が行われた。